# Abakansteppe
Koordinaten: 53° 43′ N, 90° 54′ O

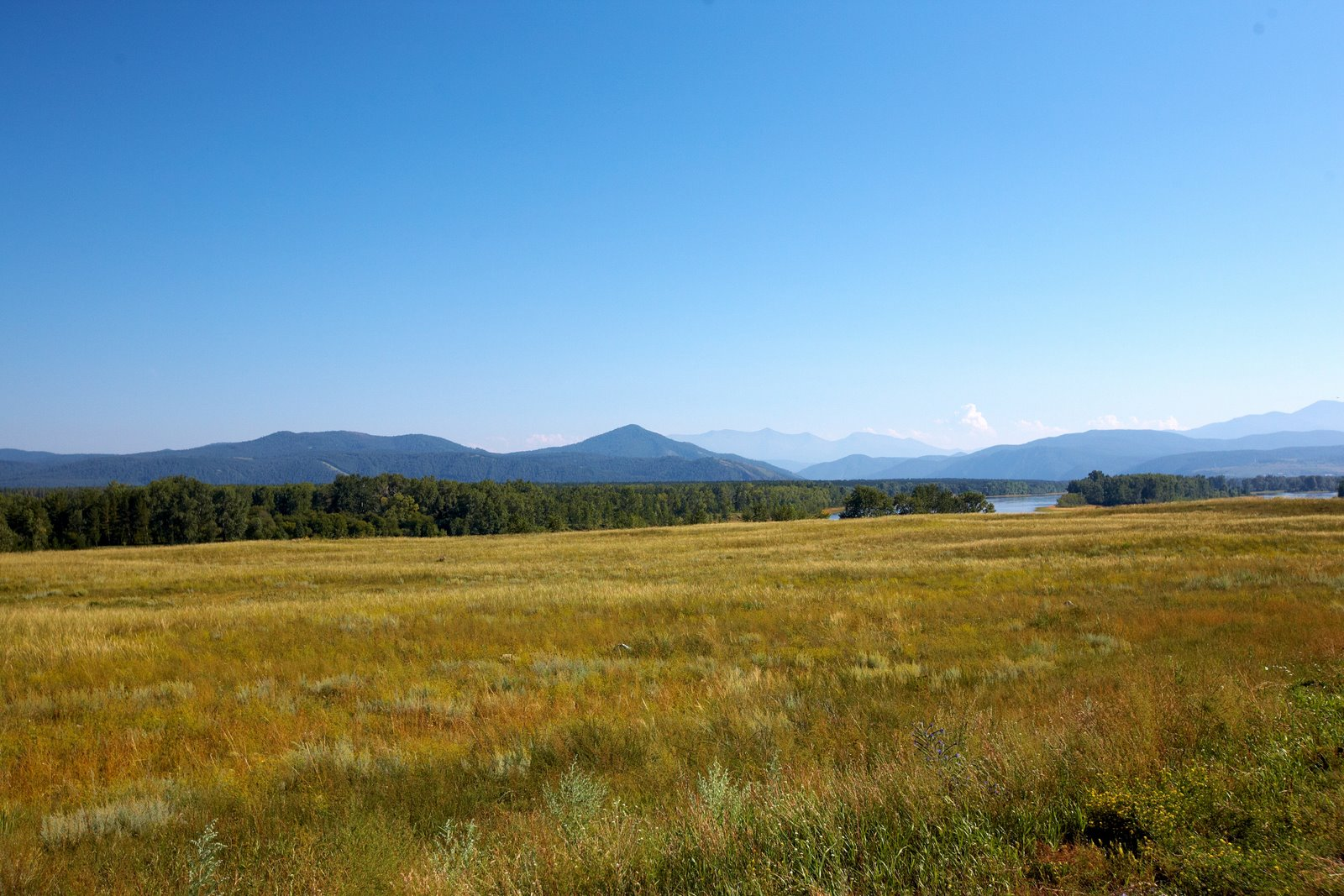
Abakansteppe

Die Abakansteppe (russisch Абаканская степь) ist eine Steppe im Minussinsker Becken in der russischen Republik Chakassien. Sie liegt auf dem linken Ufer des Jenissei, zwischen den Ausläufern des Abakangebirges und dem Fluss Abakan. Die Steppe erstreckt sich auf einer Höhe von 200 bis 500 Metern und weist eine weitgehend flache Landschaft mit vielen kleinen Seen und einigen Hügeln im westlichen Teil auf. Der kastanienbraune Boden und die südlichen schwarzerdigen Gebiete mit einigen Solonetz-Stellen sind überwiegend mit Federgras und Schwingelgras bedeckt. Ein Teil der Steppe wird landwirtschaftlich genutzt.